# Кывырла
Кывырла — деревня в Арбажском районе Кировской области. 

## География
Находится на расстоянии примерно 22 километра по прямой на запад-северо-запад от районного центра поселка Арбаж.

## История
Известна с 1802 года как деревня Ковырла с населением 34 души мужского пола. В 1873 году здесь (уже Кывырлы) учтено было дворов 20 и жителей 100, в 1905 (Кывырлинская или Черемиса) 34 и 220, в 1926 54 и 282, в 1950 54 и 175. В 1989 году проживало 52 жителя. Настоящее название утвердилось с 1926 года. До января 2021 года входила в состав Верхотульского сельского поселения до его упразднения.

## Население
Постоянное население составляло 25 человек (русские 36 %, мари 60 %) в 2002 году, 11 — в 2010.